# Digitaria trinervis
Digitaria trinervis är en gräsart som beskrevs av Van der Veken. Digitaria trinervis ingår i släktet fingerhirser, och familjen gräs. Inga underarter finns listade i Catalogue of Life.